# Pasjak (Serbia)
Pasjak (cyr. Пасјак) – wieś w Serbii, w okręgu rasińskim, w mieście Kruševac. W 2011 roku liczyła 249 mieszkańców.